# Africonidia macdanieli
Africonidia macdanieli är en insektsart som beskrevs av John Wyman Beardsley 1966. 
Africonidia macdanieli ingår i släktet Africonidia och familjen pansarsköldlöss. Inga underarter finns listade i Catalogue of Life.